# San Polo Matese
San Polo Matese é uma comuna italiana da região do Molise, província de Campobasso, com cerca de 445 habitantes. Estende-se por uma área de 17 km², tendo uma densidade populacional de 26 hab/km². Faz fronteira com Bojano, Campochiaro, Colle d'Anchise, San Gregorio Matese (CE).

## Demografia
| Variação demográfica do município entre 1861 e 2011                               |
|                                                                                   |
| Fonte: Istituto Nazionale di Statistica (ISTAT) - Elaboração gráfica da Wikipedia |